# KRYニュースライブ
『KRYニュースライブ』（ケイアールワイニュースライブ）は、2015年3月30日から2024年3月28日まで、山口放送テレビ（KRYテレビ）で放送されていた平日夕方のローカルニュース番組。

## 概要
これまでの『スクープアップやまぐち』を引き継ぎ、新しい山口県内のローカルニュース番組として再出発。
この番組は番組名にもあるように「LIVE」に加え、「新鮮な情報」にこだわりながら、正確でわかりやすく、そして、「LIVE感」をもって、「やまぐちの今」を伝える。

## 番組の終焉
2024年4月から『kry news every.』の放送開始に伴い、同年3月28日の放送をもって放送終了し、9年の歴史に幕を降ろすことになった。

## 放送時間
- 平日 18:15 - 19:00

一部の新聞のラテ欄で夕方のワイド番組『熱血テレビ』に全国ニュース『news every.』と当番組が内包の形で書かれることがあるが、実際にはすべて独立の編成となっている。県内で「夕方ワイド◇全国ニュース◇ローカルニュースワイド」の形で編成を組んでいるのは唯一である。

## 放送終了時点の出演者
キャスター（いずれも山口放送アナウンサー）
- 高橋良
- 河野康子（2023年4月3日から出演（就任前にも前任の高松の代打として不定期に出演していた。））

ライブスポーツ
- 畑中里咲

天気情報
- 山本昇治（気象予報士）

## 過去の出演者
- 徳田琴美（2015年3月30日 - 2019年3月29日）
- 塚田文（同上。2019年6月25日、26日）
- 藤澤達弥（高橋が全国高校サッカー中継担当による代打。2020年1月10日、1月13日）
- 高松綾香（2019年4月1日 - 2023年3月31日）
- 中村衣里（高松綾香の代打。不定期。）
- 國本泰功（高橋良の代打。不定期。）
- 田中泰平（畑中里咲の代打。不定期。）
- 梅﨑さくら（河野康子の代打。不定期。）
- 山田怜司（高橋良の代打。不定期。）
- 竹重雅則（高橋良の代打。2024年2月21日）
- 上田奈央（河野康子の代打。2024年3月6日）

## テーマ曲
- 作曲：田川ヒロアキ（2015年3月30日 - 2024年3月28日）
  - 当番組のために書き下ろしたもので、天気予報のBGMなど7曲以上を手がけた。オープニング・エンディングのタイトルコールは、田川を含めた20数人分の声を重ねてコーラスを作った。前番組『スクープアップやまぐち』でもオープニングに「スタートアップ」が、エンディングに「夕暮れ」が採用された[1]。